# William Henry Conley
William Henry Conley (ur. 11 czerwca 1840 w Pittsburghu, Pensylwania, zm. 25 lipca 1897) – amerykański filantrop i przemysłowiec. Był współwłaścicielem koncernu metalurgicznego „Riter&Conley Company” znajdującego się w Pensylwanii. Wraz z żoną Sarą Shaffer udzielali się w organizacjach charytatywnych.

## Strażnica Syjońska
William i Sara Conley byli dwojgiem z sześciorga pierwszych założycieli Biblijnej Klasy Allegheny (ang. Allegheny Bible Students), która dała początek ruchowi Badaczy Pisma Świętego. Do pierwszej klasy biblijnej należeli również: Joseph Lytel Russell, jego córka Margaret i syn Charles Taze.
Kiedy w lutym 1881 roku w Allegheny powstało Towarzystwo Traktatowe – Strażnica Syjońska, William Conley wyłożył 3500 dolarów (70%) z ogólnej sumy 5000 kapitału założycielskiego. Pozostałą część uzupełnili: Joseph Russell 1000$ (20%) i Charles Taze Russell 500$ (10%). Od 16 lutego 1881 do 15 grudnia 1884 roku W.H. Conley był pierwszym prezesem Watch Tower Bible and Tract Society of Pennsylvania (Pensylwańskiego Towarzystwa Biblijnego i Traktatowego – Strażnica). W tym czasie Charles Taze Russell pełnił funkcję sekretarza.
Wzmianki o nim pojawiają się kilka razy na łamach „Strażnicy Syjońskiej”. Pierwszy raz jest to informacja ze „Strażnicy Syjońskiej” z kwietnia 1880 roku, że święto Pamiątki odbyło się 24 marca u brata i siostry Conley.

We met on the night of March 24th, as usual, at the house of Brother and Sister Conley (it being the most commodious);

Kolejna wzmianka wiąże się również z obchodami święta Pamiątki. Rok później informując o miejscu spotkania, podano adres Conleyów. 

We will celebrate it this year at the residence of Bro. W.H. Conley, No. 50, Fremont street, Allegheny City, Pa. April 14th, at 8 o'clock P.M., and cordially invite all who can do so, to be present and join with us.

W.H. Conley nie angażował się zbytnio w działalność Towarzystwa Strażnica. Wsparł wydanie trzytomowej serii  – Theocratic Kingdom George’a N.H. Petersa. W 1883 roku Peters z wdzięczności umieścił we wstępie do trzeciego tomu dedykację za sympatię i wsparcie finansowe przy wydaniu jego książki.

This volume is respectfully dedicated to W.H. Conley, Esq., and Dr. J.T. McLaughlin, to whom the author is deeply indebted for sympathy and pecuniary aid in the prosecution and publication of the work.

Pozycji tej nie rekomendowano jednak na łamach „Strażnicy Syjońskiej”.
Najprawdopodobniej w 1882 roku Conley postanowił zrezygnować z aktywnej pracy w ramach Towarzystwa Strażnica. Po jego rezygnacji, prezesem został Charles Taze Russell.
W 1894 roku napisał do C.T. Russela list dotyczący broszur „Zdemaskowanie spisku” oraz „Odsiew w czasie żniwa”, opublikowany w „Strażnicy Syjońskiej”. Przedstawiono go jako członka wczesnej Biblijnej Klasy Allegheny, a nie jako byłego prezesa.

## Organizacje charytatywne
William Henry Conley był następnie członkiem Christian and Missionary Alliance (CMA), organizacji wspierającej działalność misyjną i charytatywną. Zmarł w 1897 roku na grypę.